# Wortmanina
Wortmanina, um esteróide metabólito dos fungos Penicillium funiculosum, Talaromyces wortmannii, é um inibidor não específico, covalente das fosfoinositidas 3-quinases (PI3Ks). Tem uma concentraçção inibidora (IC50)  in vitro de aproximadamente 5 nM, fazendo-a um inibidor mais potente do que LY294002, outro inibidor de PI3K comumente usado. Ela exibe uma potência  in vitro similar a de membros da PI3K classe I, II, e III embora também possa inibir outras enzimas PI3K relacionadas tais como mTOR, DNA-PKcs, algumas fosfatidilinositol 4-quinases, quinase de cadeia leve de miosina (MLCK) e proteíno-quinases ativadas por mitógenos (MAPK) em altas concentrações , Wortmanina também tem sido relatada como capaz de inibir os membros da família quinase tipo polo com IC50 no mesmo intervalo que para PI3K. A meia-vida da wortmanina em cultura de tecidos é de aproximadamente 10 minutos devido à presença do altamente reativo carbono C20 que é também responsável pela sua habilidade a inativar covalentemente PI3K. Wortmanina é um reagente comumente usado em biologia celular que tem sido usado previamente em pesquisa para inibir reparo de DNA, endocitose mediada por receptor e proliferação celular.

## Fosfoinositida 3-quinase
Fosfoinositida 3-quinase (PI3K) ativa uma importante via de sinalização de sobrevivência celular, e ativação constitutiva é observada nos casos de câncer de ovário, cabeça e pescoço, trato urinário e pulmão de pequenas células. A sinalização de PI-3-K é atenuada pela atividade da fosfatase do supressor PTEN do tumor que está ausente em uma variedade de cânceres humanos. A inibição de PI-3-K apresenta a oportunidade de inibir uma maior via de sinalização de sobrevivência de células de câncer e superar a ação de um importante supressor tumor eliminado, provendo atividade antitumor e aumentando a sensibilidade do tumor a uma ampla variedade de drogas.
Wortmanina é um conhecido e potente inibidor PI3K; como tal, mostrou-se prejudicial influência sobre memória e capaz de debilitar habilidades de aprendizagem espacial. Em alguns estudos, suas infusões intra-hipocampo podem melhorar memórias espaciais e contextuais a longo prazo.

## Derivados
De maneira a se estabilizar a molécula de Wortmanina de maneira que não perca seu efeito terapêutico, numerosos derivados foam sintetizados da Wortmanina

### PX-866
Um desses, PX-866, mostrou ser uma nova, potente, e irreversível, inibidora de PI-3 quinase com eficácia quando administrada oralmente. PX-866 foi colocado em um ensaio clínico Fase 1 pela empresa Oncothyreon. O plano de desenvolvimento clínico para PX-866 inclui terapia independente e combinada nos principais cânceres humanos. Em 2010 PX-866 iniciou ensaios da Fase para tumores sólidos. A empresa fez atualizações em seus ensaios Fase 2 em junho de 2012. Os resultados da Fase 1 (com docetaxel) foram publicados em agosto de 2013. Em julho de 2014 resultados dos ensaios Fase 2 foram concluidos e publicados (para CNPC): "A adição de PX-866 a docetaxel não melhorou SLP, taxa de resposta, ou TS em pacientes com CNPC avançada e refratário,sem pré-seleção molecular". Em setembro de 2015 ensaios Fase 2 para glioblastoma recorrente relataram não atender ao seu ponto final primário.